# Document Freedom Day

Il logo del Document Freedom Day - 2013

Il Document Freedom Day (DFD) è una giornata mondiale "per la celebrazione degli Standard Aperti e dei formati di documento liberi". Si svolge l'ultimo mercoledì di marzo.. Il Document Freedom Day è stato celebrato per la prima volta il 26 marzo 2008, ed è organizzato e finanziato dalla Free Software Foundation Europe e da volontari.
Secondo Ars Technica, oltre "200 gruppi in 60 paesi" sono attivamente coinvolti nel DFD.
Nel 2013 il DFD è tenuto mercoledì 27 marzo.

## Relazioni con il Software Libero
Il Document Freedom Day è una campagna sugli Standard Aperti e i formati di documento, orientata ad un pubblico non specialistico. Gli standard aperti rendono la comunicazione indipendente dai produttori di software. Inoltre, permette agli utenti "di comunicare e lavorare utilizzando Software Libero."

## Relazione con gli Standard Aperti
Secondo documentfreedom.org "Gli Standard Aperti sono essenziali per l'interoperabilità e la libertà di scelta basata sui meriti dei differenti applicativi software. Essi forniscono libertà dal data lock-in e dal conseguente vendor lock-in. Questo rende gli Standard Aperti essenziali per governi, aziende, organizzazioni e utenti individuali."

## La definizione di standard aperto per il DFD
Secondo documentfreedom.org, gli Standard Aperti dovrebbero essere:
- oggetto di una completa valutazione pubblica e l'uso senza vincoli in modo ugualmente disponibile a tutte le parti;
- privi di componenti o estensioni dipendenti da formati o protocolli che non soddisfino la definizione stessa di uno Standard Aperto;
- liberi da clausole legali o tecniche che ne limitino l'utilizzo di una parte o in qualsiasi modello commerciale;
- gestiti e ulteriormente sviluppati indipendentemente da ogni singolo fornitore, in un processo aperto alla partecipazione paritaria da parte dei concorrenti e di altri soggetti;
- disponibili per i fornitori concorrenti in molteplici e complete implementazioni, o come una completa implementazione disponibile per tutte le parti.